# Nancy Metcalf
Nancy Jean Metcalf, född Meendering 12 november, 1978 i Sioux Center i USA är en volleybollspelare (spiker).

## Biografi
Metcalf är det andra av fyra barn till Dee och Harry Meendering. Hon gick på Western Christian High School, där hon vann två delstatstitlar i volleyboll och blev utvald till "delstatslaget" tre gånger. Hon är den i skolan som vunnit flest spelpoäng, vunnit flest spelpoäng per match samt avgjort med flest blockeringar. Hon blev invald i Iowa Sports Hall of Fame i maj 2012. Hon gifte sig med Jason Metcalf 2001.
Metcalf tog examen från University of Nebraska i december 2001 med en bachelor's degree i reklam och debuterade i landslaget i januari. Under studietiden spelade hon med Nebraska Cornhuskers och slog fler individuella rekord Hon började spela professionellt i Puerto Rico 2002 och kom att spela två år med Indias de Mayagüez. Under den första säsongen blev hon vald till mest värdefulla spelare, och bägge säsongerna blev hon vald till bästa poängvinnare och spiker.
Hon tog silver med landslaget i VM 2002 och brons vid FIVB World Grand Prix 2003. Hon vann guld med lagslaget vid Nordamerikanska mästerskapet i volleyboll för damer 2003 i Santo Domingo, genom vilket USA kvalificerade sig för World Cup 2003. Genom den tävlingen kvalificerade sig landslaget för OS 2004 i Aten. På klubbnivå gick hon 2004 över till Pallavolo Sirio Perugia i Italien. Med landslaget vann hon silver vid Montreux Volley Masters 2004 och deltog vid OS 2004, där de kom femma.
Nästa år deltog Metcalf i Panamerikanska mästerskapet i volleyboll 2005, där USA kom fyra och hon själv blev bästa poängvinnare. Senare under säsongen blev hon utvald till mest värdefulla spelare vid Nordamerikanska mästerskapet i volleyboll för damer 2005, som USA vann. Metcalf återvände till Indias de Mayagüez för semifinalerna i det nationella mästerskapet 2005. Senare under året skrev hon på för Arzano Volley i Italien för säsongen 2005–2006. Klubben fick dock ekonomiska problem, varför hon lämnade dem under säsongen för Eczacıbaşı SK., med vilka hon blev turkisk mästare.
Metcalf spelade säsongen 2006–2007 med den spanska klubben Grupo 2002 Murcia, med vilken hon vann spanska mästerskapet, spanska supercupen och spanska cupen samt CEV Top Teams Cup. Hon återvände till Eczacıbaşı SK och spelade med dem 2007–2009. Hon blev utvald till All Star Game 2008,. Hennes lag vann mästerskapet 2008 och kom tvåa 2009. Hon missade OS 2008 p.g.a. en skada Med USA blev hon fyra vid Nordamerikanska mästerskapet i volleyboll för damer 2009 och blev själv vald till bästa spiker.
Hon spelade säsongen 2009–2010 med Minas Tênis Clube i Brasilien. Därefter gjorde en kort sejour med Criollas de Caguas under det puertoricanska mästerskapet 2010. Mellan 2010 och 2013 spelade Metcalf i Azerbajdzjan, med klubbarna Lokomotiv Baku och Igtisadchi Baku. Med Igtisadchi Baku kom hon två i de nationella mästerskapet. Hon blev inte uttagen till USA:s lag vid OS 2012. Metcalf spelade sin sista säsong 2013–2014 med Ageo Medics.